# Fred Mayer (Spion)
Friedrich „Fred“ Mayer (* 28. Oktober 1921 in Freiburg im Breisgau; † 15. April 2016 in Charles Town, Jefferson County, West Virginia) war ein deutschamerikanischer Spion und während des Zweiten Weltkriegs Agent des US-amerikanischen Geheimdienstes OSS. Er war Mitglied der Operation Greenup.

## Leben

### Jugend und Flucht
Friedrich Mayer wurde 1921 in einer jüdischen Familie in Freiburg geboren und besuchte dort das Rotteck-Gymnasium. Sein Vater Heinrich Mayer diente im Ersten Weltkrieg in der deutschen Armee und wurde mit dem Eisernen Kreuz zweiter Klasse für Tapferkeit in der Schlacht um Verdun ausgezeichnet. Er hoffte, dass seine Kriegsauszeichnung die Familie schützen würde, aber Mayers Mutter bestand darauf, Deutschland zu verlassen. Die Familie floh 1938 in die USA. Nach Abschluss der High School arbeitete Fred Mayer als Diesel-Mechaniker bei Ford.

### Militärische Ausbildung
Nach dem japanischen Angriff auf Pearl Harbor meldete sich Mayer freiwillig zum Militär, jedoch empfand er den Dienst als langweilig und monoton. Aufgrund seiner guten Sprachkenntnisse, seiner Herkunft und seiner Bereitschaft, hochriskante Aufträge zu übernehmen, wurde man schnell auf ihn aufmerksam und bot ihm eine Ausbildung beim Office of Strategic Services (OSS) an. Der OSS war kurz zuvor aus dem OCI hervorgegangen und tätigte als Nachrichtendienst Spionage und Sabotage im Ausland. Die OSS-Agenten waren zwar unterschiedlicher Herkunft, doch der gemeinsame Wille, das nationalsozialistische Deutschland zu besiegen, einte sie und stellte eine besondere Motivation dar. Die einjährige Ausbildung eines OSS-Agenten bestand vorwiegend aus den Methoden des Guerillakrieges wie Messerkampf, Nahkampf, Fallschirmspringen, Umgang mit Sprengstoff, Morsen, Schlösser öffnen und Umgang mit Handfeuerwaffen. Die Überlebenschancen der eingesetzten OSS-Agenten wurden als gering eingestuft.

## Operation Greenup
Zum Zeitpunkt der alliierten Landungen in der Normandie am 6. Juni 1944 war Mayer in Nordafrika stationiert. Der ‚bürokratische Sumpf‘ verhinderte zunächst den Einsatz des OSS-Agenten, woraufhin Mayer eine Versetzung zum Militärischen Aufklärungsdienst beantragte. So gelangte Mayer zur Zentrale des Militärischen Aufklärungdienstes in Bari, Italien, von wo aus Geheimoperationen in Südeuropa und der Alpenregion geplant wurden. Dort wurde die Operation Greenup ins Leben gerufen. Nach Pirkner war Dyno Löwenstein, der Sohn von Kurt Löwenstein, der „Ideengeber und Erfinder der Operation“.

### Ziele
Die Ziele der Operation Greenup lassen sich in zwei Stoßrichtungen gliedern. Zum einen sollte der Eisenbahnverkehr über den Brennerpass beobachtet werden, der die Hauptversorgungsader der deutschen Truppen in Italien darstellte, da die Bahnlinie zuvor immer wieder vergeblich bombardiert worden war und der Nachschub somit nicht zum Erliegen kam. Zum anderen sollten Informationen über die tatsächliche Stärke der „Alpenfestung“ gesammelt und an die Amerikaner weitergeleitet werden.

### Weitere Mitglieder
Zur Operation Greenup gehörten neben Mayer noch Hans Wijnberg, ein weiterer OSS-Agent, und Franz Weber, ein desertierter Wehrmachtsoffizier im Rang eines Leutnants.

#### Hans Wijnberg
Hans Wijnberg wurde 1922 in Amsterdam geboren. 1939 schickte sein Vater ihn zusammen mit seinem Zwillingsbruder nach Amerika, wo sie bei einem Geschäftspartner lebten und ihre Ausbildung an der Brooklyn Technical High School fortsetzten. 1943 trat Wijnberg der US-Armee bei. Zur gleichen Zeit wurden sein Vater, seine Mutter und sein jüngerer Bruder von der SS gefangen genommen und nach Auschwitz gebracht. Sie überlebten den Holocaust nicht.
Auch Wijnberg wurde vom OSS rekrutiert. Während der Ausbildung wurden Mayer und Wijnberg enge Freunde. Zum Zeitpunkt der amerikanischen Landung in der Normandie dienten sie gemeinsam in Nordafrika. Die Versetzung von Mayer zum Militärischen Aufklärungsdienst schloss auch Wijnberg mit ein.

#### Franz Weber
Franz Weber wurde 1920 in Oberperfuss in der Nähe von Innsbruck geboren. Weber hatte acht Geschwister und wuchs in einer streng katholischen Familie auf. Er besuchte fünf Jahre lang eine örtliche Grundschule und wurde anschließend im Alter von 12 Jahren in das Bischöfliche Gymnasium Paulinum in Schwaz aufgenommen. Als im März 1938 deutsche Truppen in Österreich einmarschierten, verband Weber damit Hoffnungen auf eine Verbesserung der politischen und ökonomischen Situation. Eine erste Enttäuschung war die Übernahme des Gymnasiums durch den NS-Staat. Weber und einigen anderen Schülern legte der neue Direktor einen freiwilligen Eintritt in die SS nahe. Um dem zu entkommen, meldete er sich zum Dienst in der Wehrmacht und wurde schließlich dem 133. Infanterie-Regiment der 45. Infanterie-Division der Wehrmacht zugeordnet, die zu diesem Zeitpunkt in Polen stationiert war und sich auf Kämpfe mit der Sowjetunion vorbereitete. Wie viele Wehrmachtssoldaten besichtigte Weber das von den Deutschen eingerichtete jüdische Ghetto in Warschau. Er sah das Elend der jüdischen Bevölkerung und Tote auf den Gehsteigen liegen. Dabei kamen Weber erste Zweifel am NS-Regime. Den Angriff auf die Sowjetunion machte er in der 45. Infanteriedivision mit. Im August wurde er in den 8. Offizierslehrgang der Infanterie in die Militärschule Potsdam berufen. In der Folge wurde er rasch zum Feldwebel und Leutnant der Reserve befördert und erhielt das Eiserne Kreuz 2. Klasse. Im Sommer 1942 wurde er als Kompanieführer bei Kämpfen in der Sowjetunion verwundet. Nach seiner Genesung kam Weber mit der 187. Reservedivision nach Kroatien. Aufgabe der Division war die Sicherung von Eisenbahnlinien und die Bekämpfung des Partisanenwiderstandes. Dabei ging die 187. Reservedivision auch brutal gegen Dörfer und Zivilisten vor, die der Unterstützung des Partisanenwiderstandes verdächtigt wurden. Die Radikalität der Partisanenbekämpfung mit dem Niederbrennen von Dörfern, mit Hinrichtungen von Zivilisten und Partisanen stieß Weber ab. Zugleich beeindruckte ihn der unnachgiebige Widerstandswille der Bevölkerung. Im Frühsommer 1944 wurde Weber mit der 42. Jägerdivision nach Italien verlegt. Den letzten Ausschlag, seine Desertion vorzubereiten, gab die intensivierte nationalsozialistische Indoktrination der Wehrmacht nach dem gescheiterten Attentat auf Hitler. Am 21. September 1944 lief er in der Nähe von Viareggio bei La Spezia zu den Amerikanern über. Die Desertion war ein großer Schritt für ihn. Da er seine Mitschuld an den schweren Verbrechen der Nationalsozialisten erkannte, erklärte er sich gegenüber alliierten Vernehmungsoffizieren bereit, einen aktiven Beitrag zum Kampf gegen das NS-Regime zu leisten.

### Ablauf
Die Operation Greenup umfasste die drei Männer Mayer, Wijnberg und Weber, wobei Mayer die Führungsrolle einnahm und Wijnberg als Funker aktiv werden sollte. Weber wurde rekrutiert, da er sich in der Region hervorragend auskannte und über viele persönliche Beziehungen verfügte. Gemeinsam beschlossen sie, mit dem Fallschirm in der Nähe von Innsbruck abzuspringen. Da alle ebenen Flächen vom Militär besetzt waren, brachte Mayer den Vorschlag ein, über einem kleinen See zwischen zwei Gletschern, der im Februar zugefroren war, abzuspringen und zu landen. Der Anflug galt als äußerst schwierig, doch schließlich meldete sich ein Pilot namens Billings freiwillig: „Wenn sie verrückt genug sind, dort abzuspringen, werde ich verrückt genug sein, sie dorthin zu bringen.“ Von dort wollten sie sich nach Oberperfuss, Webers Heimatort, durchschlagen. Dieser Ort sollte die Basis für Operationen rund um Innsbruck, dem Amtssitz von Gauleiter Franz Hofer, sein.
Am 26. Februar 1945 startete die Operation. Die Wetterverhältnisse waren zu diesem Zeitpunkt sehr schlecht, wodurch sich der Absprung als äußerst riskant erwies. Trotzdem entschlossen sich die drei Männer im Dunklen abzuspringen. Unglücklicherweise landeten sie auf dem Kamm des 3000 Meter hohen Gletschers und nicht auf dem See. Dort fanden sie die abgeworfenen Container, allerdings war der Container mit den Skiern nicht aufzufinden, sodass sie den Abstieg im Tiefschnee zu Fuß in Angriff nehmen mussten. Während des Abstieges entdeckten die Agenten eine Bergbauernsiedlung, gaben sich als verirrte deutsche Gebirgsjäger aus und liehen sich einen Schlitten, mit dem sie den Abstieg fortsetzten.
Als die drei Männer Oberperfuss erreichten, nahm Weber Kontakt zu seiner Verlobten auf. Ihre Mutter Anna Niederkircher, eine strikte Nazi-Gegnerin, willigte ein, Mayer und Weber bei sich unterzubringen und zu verstecken. Hans Wijnberg wurde im Dachstuhl des Hauses eines befreundeten Bauern versteckt. Von dort baute er eine Funkverbindung zum Hauptquartier in Bari auf. Auch Webers drei Schwestern nahmen im weiteren Verlauf der Operation eine wichtige Rolle ein. Luise Weber, örtliche Krankenschwester, verschaffte Mayer die perfekte Tarnung: Sie stahl aus dem Lazarett die Uniform eines verstorbenen Offiziers, wodurch Mayer in die Rolle eines Offiziers auf Genesungsurlaub schlüpfen konnte. Die nötigen Papiere fälschte ebenfalls Luise Weber. Schließlich konnte sich Mayer in das regionale Offizierkasino einquartieren und erlangte Zugang zu geheimen Informationen, die er über Eva Weber an Wijnberg weitergeben ließ. Diese enthielten umfassende Erkenntnisse über die Aktivitäten deutscher Truppen an der Grenze zu Italien, insbesondere Zugfahrpläne, Nachrichten über Waffentransporte und technische Einzelheiten.
Nach drei Monaten, als er aus Bari einen Sonderauftrag erhielt, entschloss sich Mayer seine Tarnung zu ändern. Er besorgte sich Papiere, die ihn als einen französischen Elektriker namens Frederick Mayer auswiesen, der vor den anrückenden sowjetischen Truppen flüchtete. So verschaffte er sich Zugang zur Fabrik für Düsenflugzeuge. Sein Auftrag war es zu überprüfen, über wie viele moderne Düsenjets die Deutschen verfügten, da diese den amerikanischen Luftstreitkräften bei weitem überlegen waren. Mayer bekam heraus, dass die Produktion stillstand, da alliierte Bomben den Nachschub unterbrochen hatten, und meldete dies nach Bari. Bei einem Gespräch mit dem Bahnhofsvorsteher erfuhr er darüber hinaus, wann 26 Waggons, beladen mit wichtigem Kriegsmaterial (Panzer, Munition etc.), den Bahnhof Innsbruck Richtung Italien verlassen würden. Die gesamte Fracht konnte daraufhin durch einen Luftangriff der Alliierten zerstört werden.

### Gefangennahme und Folter
Die Innsbrucker Gestapo schleuste Mitte März 1945 einen V-Mann in Widerstandszirkel in Innsbruck ein, mit denen Fred Mayer kooperierte. Basierend auf den Informationen des V-Mannes begann die Gestapo am 18. April mit einer Verhaftungswelle gegen Regimegegner, die in der Gestapostelle schwer misshandelt wurden. Am 20. April wurde auch Mayer festgenommen und schwer gefoltert. Mayer sprach nur Französisch und versuchte die Gestapo davon zu überzeugen, dass er war, wer zu sein er vorgab. Die Gestapo interessierte sich vor allem für seinen Funker, den Mayer jedoch auch unter Folter nicht preisgab. Ein Deutscher bemerkte, dass Mayer beschnitten war, aber die übrigen Verhörteilnehmer weigerten sich zu glauben, dass ein Jude als Agent der Alliierten nach Europa zurückkehren würde. Nach einer Gegenüberstellung gab Mayer seinen Widerstand teilweise auf und gab zu, ein Amerikaner zu sein. Zur gleichen Zeit wurde Hermann Matull, ein weiterer amerikanischer Agent, von der Gestapo verhört. Dieser sagte aus, Mayer sei ein hochrangiger US-Offizier. Der anwesende NSDAP-Kreisleiter von Innsbruck, Max Primbs, ließ das Verhör daraufhin unterbrechen und unterrichtete Gauleiter Franz Hofer von der Anwesenheit Mayers.

### Kapitulation Innsbrucks

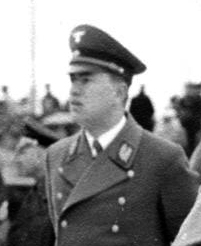
Gauleiter Franz Hofer (Foto: 1939) ließ Innsbruck auf Mayers Rat hin kapitulieren.

Angesichts der Verhandlungen des SS-Obergruppenführers Karl Wolff mit dem Vertreter des OSS in der Schweiz, Alan Dulles, über die vorzeitige Kapitulation der Heeresgruppe C in Italien (Operation Sunrise) suchte auch Hofer nach einem Weg, mit den Amerikanern zu verhandeln. Aus diesem Grunde befahl er, Mayer zu ihm zu bringen. Dort wurde er Hofers Frau und dem deutschen Botschafter in Italien, Rudolf Rahn, vorgestellt. Rahn versprach nach Bern zu gehen, um eine Nachricht an den dortigen OSS-Offizier zu übermitteln. So gelang es Mayer, seinen Zustand an den OSS zu melden, ohne Wijnberg zu verraten. Mayer nutzte die Gelegenheit und bot Hofer an, sich zu ergeben, Innsbruck zur offenen Stadt zu erklären und im Gegenzug als Kriegsgefangener behandelt zu werden.
Am 2. Mai trat die Kapitulation der Heeresgruppe C in Italien in Kraft. Am Nachmittag des 3. Mai 1945, als sich die 103. US-Infanterie-Division der 7. US-Armee Innsbruck näherte, sahen die Soldaten ein Auto mit einer weißen Flagge auf sich zufahren. Ein junger Mann sprang aus dem Auto, stellte sich als Lt. Mayer des OSS vor und erklärte, er werde den Befehlshaber mitnehmen, damit dieser die Kapitulation Innsbrucks entgegennehmen könne. Innsbruck kapitulierte und wurde zur offenen Stadt. Einen wesentlichen Beitrag, um Hofer unter Zugzwang zu setzen, leisteten auch Widerstandsgruppen in Innsbruck, die am 3. Mai in Innsbruck Kasernen, das Landhaus und den Radiosender besetzten. Der frühere Direktor der CIA William J. Casey bezeichnete die Operation Greenup als die „bei weitem erfolgreichste OSS-Operation, die von Bari aus geleitet wurde“.

## Weiterer Werdegang
Mayer kehrte nach dem Zweiten Weltkrieg nicht nach Deutschland zurück, sondern lebte bis 1949 in New York. In diesem Jahr übernahm er als Ingenieur eine Stelle beim US-Sender Voice of America, für den er bis zu seiner Pensionierung auf den Philippinen, in Marokko, Deutschland, Liberia und Thailand arbeitete. Er wurde durch die Regierung der Vereinigten Staaten mit dem Orden Legion of Merit und mit dem Purple Heart ausgezeichnet. Das Land Tirol verlieh ihm den Tiroler Adler-Orden.
Dem Hollywoodfilm Inglourious Basterds diente die Operation Greenup als Vorlage. Des Weiteren gab es einen Fernsehfilm, der auf History Television ausgestrahlt wurde. Unter dem Filmtitel The Real Inglorious Bastards wird eine Diskussion zwischen Mayer und Wijnberg gezeigt, in der sie das Erlebte schildern. Wijnberg starb einen Tag nach der Aufnahme. Auf dem Yorkton Film Festival 2013 gewann der Film in der Kategorie „Historische Dokumentation“.
Am 25. April 2013 schrieb Senator Jay Rockefeller (West Virginia) einen Brief an den Präsidenten, in dem er Obama darum bat, weitere Anerkennungen für Mayers heroischen Dienst für das Land zu prüfen. Am 3. November 2013 nahm Mayer an einem von Rockefeller geleiteten Programm teil. Bei der Ehrung von US-Veteranen an der Parkersburger High School wurde ihm ein Brief Obamas überreicht, in dem dieser seine Leistungen würdigte. Später twitterte Rockefeller, er arbeite daran, dass Mayer die Medal of Honor erhalte.

## Ehrung
Im Januar 2020 verkündete der Oberbürgermeister seiner Geburtsstadt Freiburg Martin Horn die Absicht, eine Straße nach ihm zu benennen.

## Veröffentlichungen
- Fred Meyer: Moment of Truth, Guideposts, 2010